# جوزينة
الجوزينة (الاسم العلمي: Juglandinae) هي تحت قبيلة من النباتات تتبع الفصيلة الجوزية من رتبة الزانيات.

## أجناس الجوزينة
الجوز